# Reflex (gospelkör)

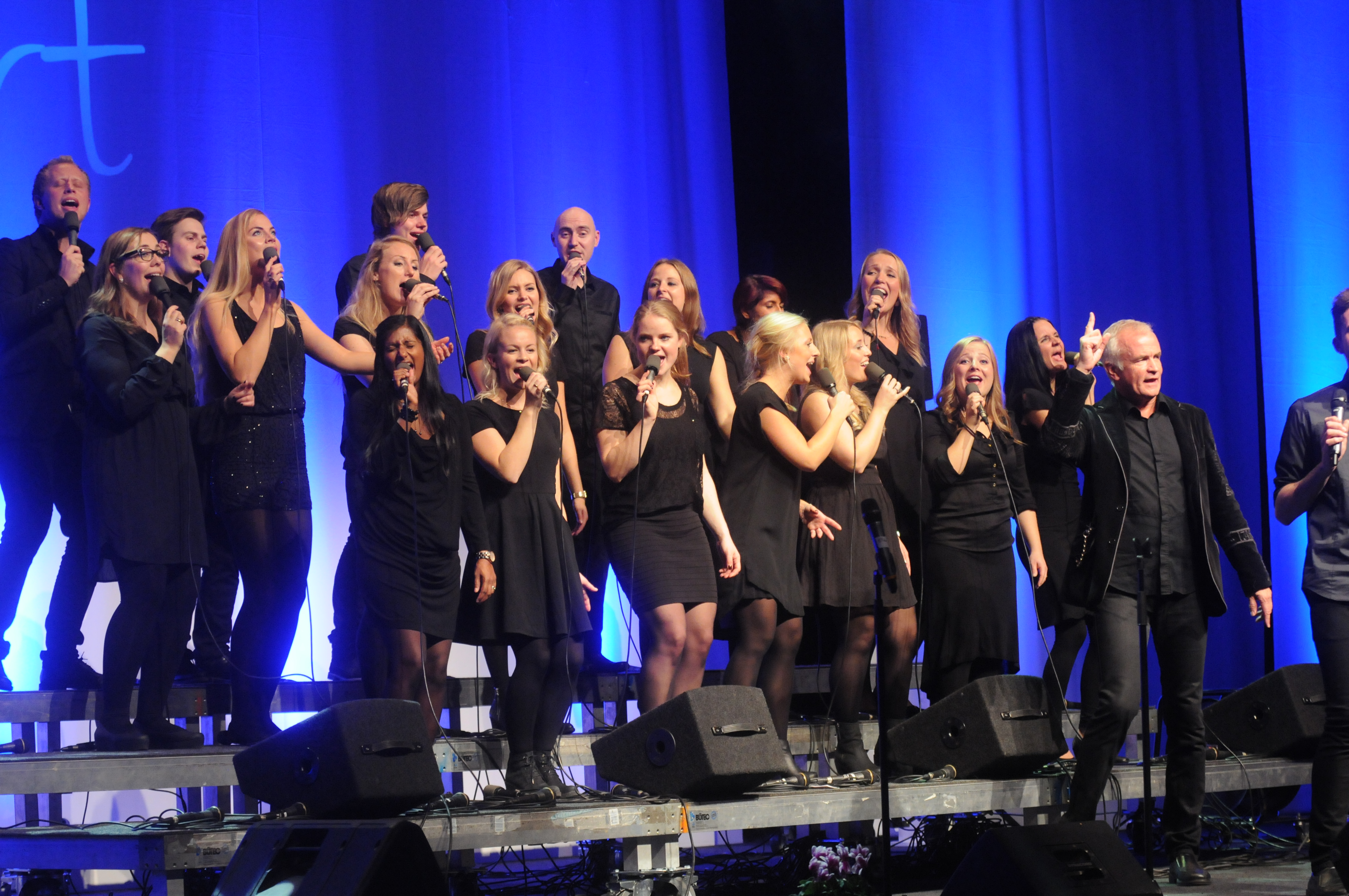

Reflex  är en av Norges mest kända gospelkörer, grundades 1973. Kören har gett ut ett tjugotal album och är fortfarande aktiv.